# P28
P28 är en segelbåt, som byggdes 1957–1973 i Kungsviken på Orust av Harry Hallberg. De första 100 byggda båtarna var helt i trä (mahogny), men senare byggdes de med plastskrov. Modellen bygger på en amerikansk design. Inombordsmotorn kom först från Albin Motor och senare från Volvo Penta. 
P28 står för Pacific 28 där siffrorna är segelyta. 